# Miles Brundage
Pour les articles homonymes, voir Brundage.
Miles Brundage est un chercheur en gouvernance de l'intelligence artificielle.

## Carrière
Brundage obtient une licence en sciences politiques de l'Université George-Washington en 2010. Après l'obtention de son diplôme, il travaille à l'ARPA-E pendant deux ans[réf. nécessaire]. Il obtient un doctorat en dimensions humaines et sociales des sciences et technologies de l'Université d'État de l'Arizona en 2019.
Brundage travaille au Future of Humanity Institute de l'Université d'Oxford de 2016 à 2018,. Il est membre du Center for a New American Security. Il est également du conseil d'éthique sur l'IA et les technologies policières d'Axon de 2018 à 2022,.

### OpenAI
En 2018, Brundage rejoint OpenAI en tant que chercheur en gouvernance de l'IA. Il est ensuite conseiller principal pour la préparation à l'IA générale. En 2024, il quitte OpenAI, notamment pour avoir plus d'indépendance et de liberté dans ses recherches. Il déclare que les entreprises d’IA et le reste du monde n’étaient pas prêts pour l’IA générale. Son départ suscite une attention médiatique importante, dans un contexte où de nombreux chercheurs en sécurité de l'IA et cadres supérieurs ont progressivement quitté OpenAI,,.